# Interkurrente Erkrankung
Als interkurrente Erkrankungen (Morbus intercurrens) werden Erkrankungen bezeichnet, die während der Behandlung einer anderen (chronischen) Erkrankung auftreten, ohne in einem ursächlichen Zusammenhang mit der Grunderkrankung zu stehen. Dazu gehören zum Beispiel akute Verletzungen oder  Infektionen  wie Grippe, Windpocken, Salmonellose und Streptokokken-Angina.
Die Versicherungsanstalten bezeichnen Erkrankungen, die während eines stationären Krankenhausaufenthaltes akut auftreten und sofort behandelt werden müssen, als interkurrente Erkrankungen. Dazu gehören zum Beispiel grippale Infekte oder auch Blinddarmentzündungen, die zwar akut sind und im Krankenhaus auftreten, mit der ursächlichen Grunderkrankung für den Krankenhausaufenthalt aber nichts zu tun haben.

## Therapie
Für die Therapie interkurrenter Erkrankungen stehen drei Prinzipien zur Verfügung:
- Abwarten: bei nicht belastenden zusätzlichen Erkrankungen oder Verletzungen,
- "chronische Mittel" wiederholen: z. B. bei Exazerbationen der Grunderkrankung und
- spezifische Arzneimittel für die eingetretene Akuterkrankung.

Für die chronisch Erkrankung muss berücksichtigt werden, dass jeder interkurrente Erkrankung diese beeinflussen kann. Nach Abheilung der Akuterkrankung muss deswegen die Therapie der chronischen Erkrankung noch einmal überprüft werden.